# 신행 (신라)
신행(愼行, 704년 ~ 779년 10월 21일)은 신라의 선종 승려이다. 속성(俗姓)은 김씨이다.

## 생애
신행의 행적을 기록한 《단속사신행선사비》(斷俗寺愼行禪師碑)는 신행의 계보에 대해 동경 어리(御里) 사람으로 아버지는 급간(級干) 상근이며, 안홍선사의 형의 증손자에 해당한다고 적고 있다.
30세 되던 성덕왕(聖德王) 33년(734년)에 출가해 운정율사를 섬기며 바리때 하나와 옷 한 벌로 2년을 고행하였고, 당에서 선종을 배우고 귀국해 호거산에서 설법하던 법랑을 찾아가 가르침을 받았다. 법랑을 찾아가 배운지 이레 만에, 법랑이 옳고 그름을 묻는 질문에 "마음이 곧 무심"(卽心無心)이라 대답하자 법랑은 감탄하며 "이제 마음 등불의 법은 모두 너에게 있다"며 그가 더 배울 것이 없음을 선언하였다고 한다.
3년 뒤 스승 법랑이 입적하고, 구법을 위해 당으로 들어간 신행은 현지에서 도적으로 오인받고 240일 동안 양주의 감옥에 구금되기도 하였다. 오해가 풀려 석방된 뒤 지공화상(志空和尙)을 찾아가 아침 저녁으로 문안하는 정성을 보인지 3년 만에 가르침을 받을 수 있었고, 지공은 열반에 들기 전 신행에게 관정을 내리고 "돌아가라, 존경스러운 인재여. 이제 본국으로 돌아가 미혹된 나루를 깨치라. 깨달음의 바다를 높이 떨치라."는 수기를 내렸다. 당의 황제 숙종(肅宗)도 그에게 "용이 바다를 건너는데 배를 의지하지 않고/봉황이 허공을 가로질러 날으면서 달을 인정하지 않는다"는 지를 지어 주었는데, 신행은 여기에 "산이 새를 가릴 수 없으나 새는 산을 가리고, 바다는 용을 가리지 않으나 용은 능히 바다를 가린다"는 게송으로 대답하였다고 한다.
신라로 귀국한 신행은 "마음을 보라"는 한 마디로 사람들을 제도하는 등 가르침을 펴다, 혜공왕(惠恭王) 15년(779년) 10월 21일에 남악(南嶽) 단속사(斷俗寺)에서 입적하였다. 향년 76세(법랍 46세)였다.
신행이 입적하고 24년 뒤인 헌덕왕(憲德王) 5년(813년) 9월 무오(9일)에 신행을 기리는 사람들에 의해 그의 영정이 그려져 단속사에 모셔졌고, 부도가 세워지고 행적을 기록한 비가 단속사에 세워졌는데, 비문을 지은 것은 당시 재상인 수성부령(修城府令) 김헌정(金獻貞)이었고, 동계사의 승려 영업이 비문을 글씨를 썼다고 한다. 비석의 실물은 남아있지 않고 그 탁본만이 남아 있다.
최치원(崔致遠)이 지은 《봉암사지증대사적조탑비》는 당의 북종선 제4조 쌍봉도신에서부터 신라의 법랑(法朗) - 신행 - 준범(遵範) - 혜은(慧隱) - 도헌(지증대사)로 이어지는 선종 계보를 전하고 있다.

## 같이 보기
- 북종선